# Kinotavr 2019
Le Kinotavr 2019, 30e édition du festival, se déroule du 9 au 16 juin 2019.

## Déroulement et faits marquants
Le palmarès est dévoilé le 16 juin 2019 : le film Le Bœuf (Бык) de Boris Akopov remporte le Grand Prix, Alexander Lounguine remporte le Prix de la mise en scène pour Grande Poésie (Большая поэзия) et le Prix du meilleur premier film est remis à Divorçons (Давай разведемся) de Anna Parmas,.

## Jury
- Constantin Khabenski (président du jury), acteur
- Alexeï Aïgui, compositeur
- Angelica Artyukh, acteur
- Rezo Gigineishvili, réalisateur
- Natalia Mechtchaninova, réalisatrice
- Alisher Khamikhodjaev, directeur de la photographie
- Anna Chipovskaïa, actrice

## Sélection

### En compétition officielle
- Grande Poésie (Большая поэзия) d'Alexander Lounguine
- Fidélité (Верность) de Niguina Saïfoullaeva
- Au dessus du ciel (Выше неба) de Oxana Karas
- Orage (Гроза) de Grigori Konstantinopolski
- Kérosène (Керосин)  de Yousoup Razykov
- Loup mental (Мысленный волк) de Valeria Gaï Germanica
- Il était une fois dans l'Est (Однажды в Трубчевске) de Larissa Sadilova (ru)
- Le Garde (Сторож)  de Youri Bykov
- Trinité (Троица)  de Yang Ge

### En compétition premiers films
- Sheena667 de Grigori Dobryguine
- Le Bœuf (Бык) de Boris Akopov
- Divorçons (Давай разведемся) de Anna Parmas
- Le Curateur (Куратор) de Peter Levchenko
- Les aimer tous (Люби их всех) de Maria Agranovich
- Garçon russe (Мальчик русский) de Alexander Zolotoukhine

### Film d'ouverture
- Odessa (Одесса) de Valeri Todorovski

### Film de clôture
- Le Français (Француз) de Andreï Smirnov

### Hors compétition - Cinéma sur la place
- Assa (Асса) de Sergueï Soloviov
- Policiers du rouble. Chaos du nouvel an (Полицейский с Рублёвки. Новогодний беспредел) d'Ilya Koulikov
- Loud Connection (Громкая связь) d' Alexeï Noujnyy
- Mistresses (Любовницы) de Elena Khazanova
- Yolki 7 (Ёлки последние) de Timour Bekmambetov, Egor Baranov, Anna Parmas et Alexandre Kott
- It's Not Forever (Это не навсегда) de Evguenia Yatskina et Aliona Roubinstein
- Milliard (Миллиард) de Roman Prigounov
- Frontière balkanique (Балканский рубеж)  d'Andreï Volguine
- Sober Driver (Трезвый водитель) de Rezo Gigineishvili
- Gogol. Terrible Revenge (Гоголь. Страшная месть) de Egor Baranov
- Naughty Grandma (Бабушка лёгкого поведения) de Marius Vaisberg
- The Three Heroes. The Heiress to the Throne (Три богатыря и Наследница престола) de Konstantin Bronzit
- T-34, machine de guerre d'Alexeï Sidorov

## Palmarès
- Grand Prix : Le Bœuf (Бык) de Boris Akopov
- Prix de la mise en scène : Alexander Lounguine pour Grande Poésie (Большая поэзия)
- Prix de la meilleure actrice : Victoria Tolstoganova pour son rôle dans Au dessus du ciel (Выше неба)
- Prix du meilleur acteur : Alexander Kuznetsov pour son rôle dans Grande Poésie (Большая поэзия)
- Prix de la meilleure photographie : Gleb Filatov pour Le Bœuf (Бык)
- Prix du meilleur scénario : Anna Parmas, Maria Choulguina et Elizaveta Tikhonova pour Divorçons (Давай разведемся)
- Prix de la meilleure musique : Igor vdovin pour Loup mental (Мысленный волк)
- Prix spécial du jury : Fidélité (Верность) de Niguina Saïfoullaeva
- Prix du meilleur premier film : Divorçons (Давай разведемся) de Anna Parmas
- Prix de la critique : Kérosène (Керосин) de Yousoup Razykov
- Mention de la critique : Garçon russe (Мальчик русский) de Alexander Zolotoukhine